# Sanheyuan

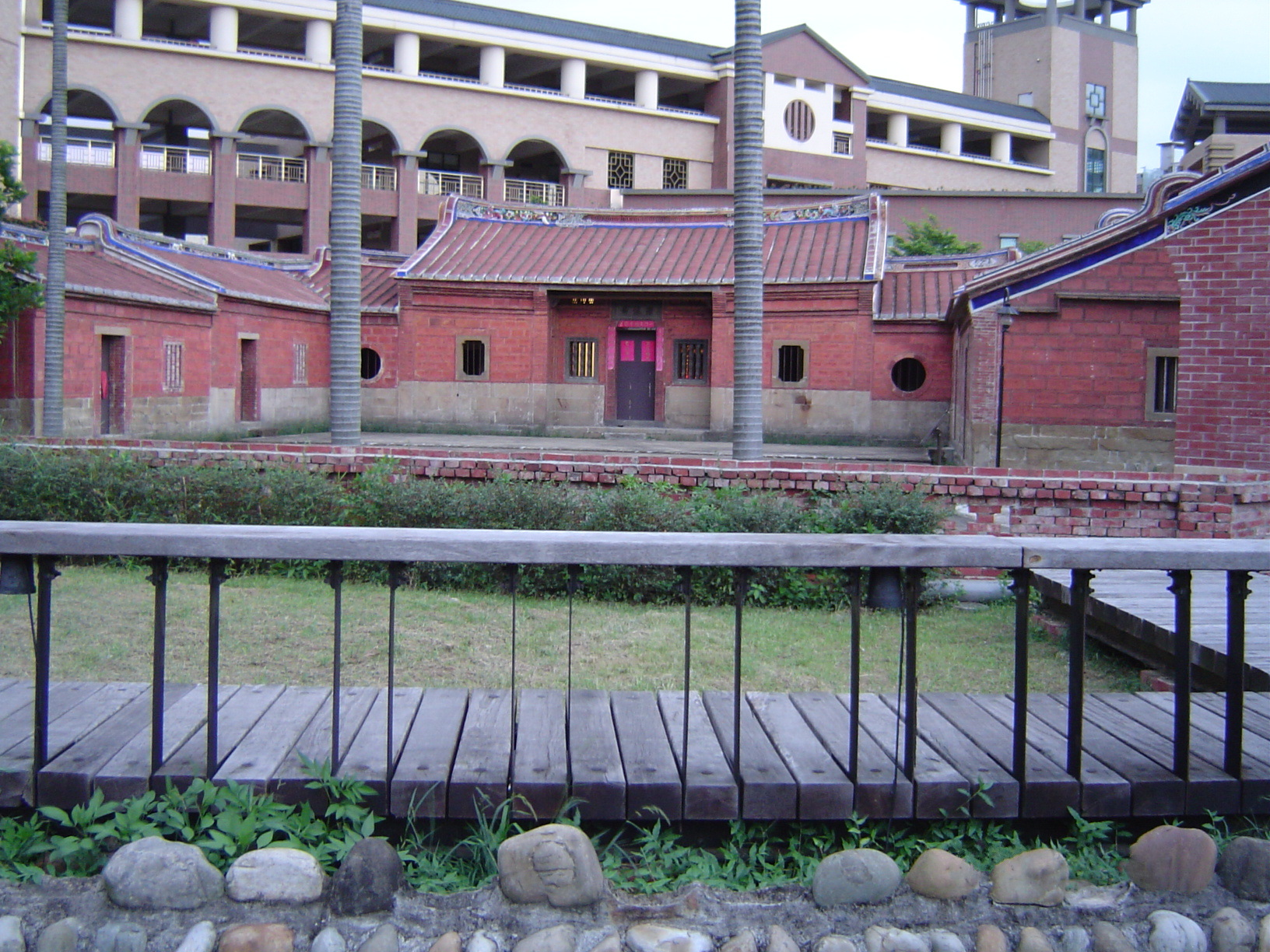
Huang Family Qianrang Anwesen, in Daan District, Taipei, Taiwan

Sanheyuan (Chinese: 三合院; pinyin: sānhéyuàn; Wade–Giles: san1-ho2-yüan4) ist eine historische Form von Wohnbebauungen in China und Taiwan. 
Sanheyuan sind in einer U-Form gebaut worden, 3 Gebäude umgeben also einen Innenhof, dies erinnert an das chinesische Schriftzeichen chinesisch 凹 (āo). Die beiden Seitenflügel, welche nach vorne gerichtet sind, werden durch eine Wand verbunden, genannt xiāngfáng (廂房), dies ähnelt dem Aufbau eines siheyuan. Sanheyuan können ein- oder mehrstöckig sein, außerdem variiert die Form zwischen rechteckig oder quadratisch. Typischerweise gibt es drei strukturelle Trennungen innerhalb des U-förmigen Komplexes, welche „three-jian“ building (三間屋; sānjiānwū) genannt werden. Die Verwendung des Hauptgebäudes ist regional unterschiedlich, üblich ist ein zentraler Raum für zeremonielle Nutzung. Aus diesem führen Türen zu den Schlafräumen. Die zwei Flügel des Sanheyuan variieren in Länge, je nach Bedarf, und bieten Raum für Küche, Waschräume, Toiletten, Lagerräume und weitere Schlafräume. In Taiwan werden die Flügel des Sanheyuan „Schützende Drachen“ (護龍; hùlóng) genannt. Außerdem werden hulong üblicherweise paarweise hinzugefügt, welche parallel zu den ersten Hulong platziert und dann dupliziert werden, je nach Bedarf der wachsenden Haushalte. Das innere Paar hulong wurde traditionell „innere Schutzwälle“ (內護; nèihù) genannt, das zweite Paar „äußere Schutzwälle“ (外護; wàihù).